# Avenue de Tervuren
Avenue de Tervuren, (nizozemsky Tervurenlaan) je jedna z hlavních tříd v belgické metropoli Bruselu. Nachází se na východě města; název nese podle nedalekého předměstí Tervuren. Vede od parku Cinquantenaire přes Montgomeryho náměstí na východní hranici města, k předměstí Bruselu Tervuren. Dlouhá je 8 kilometrů a místy široká až 90 m.
Projekt velkolepé třídy byl realizován na za vlády krále Leopolda II. v rámci jeho kampaně modernizace a rozvoje belgické metropole. Dokončena byla roku 1897, při příležitosti Světové výstavy. Vybudovat ji pomohl belgický podnikatel Edmond Parmentier. Podél třídy se nachází parky, luxusní rezidence a velvyslanectví řady zemí.
Pod západní částí třídy vedou linky 1 a 5 bruselského metra. Od Montgomeryho náměstí dále na východ poté v ose třídy vede tramvajová trať. Podél celé třídy je také vedena cyklostezka.
Každý rok v polovině měsíce května bývá část třídy uzavřena pro běžnou dopravu a koná se zde pravidelný festival. Událost připomíná slavnostní otevření třídy v 19. století.